# Brun tallgrenborre
Brun tallgrenborre (Pityophthorus lichtensteinii) är en skalbaggsart som först beskrevs av Julius Theodor Christian Ratzeburg 1837.  Brun tallgrenborre ingår i släktet Pityophthorus, och familjen vivlar. Arten är reproducerande i Sverige.